# طواف إسبانيا 1987
طواف إسبانيا 1987 هو سباق دراجات هوائية أقيم بتاريخ 23 أبريل - 15 مايو، تكون السباق من 22 مرحلة وامتدّ لمسافة 3,921 كم بسرعة 37.143 كم/س، استغرق السباق 105 ساعة 34 دقيقة 25 ثانية. فاز به الكولومبي لويس إيريرا.

## الترتيب
| م                     | الدرّاج      | البلد    | الزمن                      |
| --------------------- | ----------- | -------- | -------------------------- |
| الفائز بالترتيب العام | لويس إيريرا | كولومبيا | 105 ساعة 34 دقيقة 25 ثانية |
| التسلق                | لويس إيريرا | كولومبيا | -                          |
| الترتيب المركب        | لوران فنون  | فرنسا    | -                          |